# Taça de Portugal 2023-2024
La Taça de Portugal 2023-2024, conosciuta anche come Taça de Portugal Placard per ragioni di sponsorizzazione, è stata l'84ª edizione del torneo Taça de Portugal, iniziata l'8 settembre 2023 e terminata il 26 maggio 2024. Il Porto ha vinto la competizione per la ventesima volta nella sua storia.

## Formula del torneo
| Turno                | Squadre rimanenti | Squadre partecipanti | Vincitori del turno precedente | Squadre entrate | Campionati entranti                                               | Date                          |
| -------------------- | ----------------- | -------------------- | ------------------------------ | --------------- | ----------------------------------------------------------------- | ----------------------------- |
| Primo Turno          | 146               | 112                  | 0                              | 112             | Liga 3 (18) Campeonato de Portugal (53) Campeonato Distrital (41) | 8-11 settembre 2023           |
| Secondo Turno        | 110               | 92                   | 36+40 bye                      | 16              | Segunda Liga (16)                                                 | 23-27 settembre 2023          |
| Terzo Turno          | 64                | 64                   | 46                             | 18              | Primeira Liga (18)                                                | 19 ottobre - 18 novembre 2023 |
| Sedicesimi di finale | 32                | 32                   | 32                             | 0               |                                                                   | 24-26 novembre 2023           |
| Ottavi di finale     | 16                | 16                   | 16                             | 0               |                                                                   | 9-11 gennaio 2024             |
| Quarti di Finale     | 8                 | 8                    | 8                              | 0               |                                                                   | 7-29 febbraio 2024            |
| Semifinali           | 4                 | 4                    | 4                              | 0               |                                                                   | 29 febbraio - 17 aprile 2024  |
| Finale               | 2                 | 2                    | 2                              | 0               |                                                                   | 26 maggio 2024                |

## Primo turno
Il sorteggio del primo e del secondo turno è stato effettuato il 7 agosto 2023. 40 squadre passano direttamente al turno successivo.
| Squadra 1           | Risultato       | Squadra 2            |
| ------------------- | --------------- | -------------------- |
| 8 settembre 2023    |                 |                      |
| Limianos            | 2 - 2 (5-3 dtr) | Varzim               |
| 9 settembre 2023    |                 |                      |
| União de Lamas      | 2 - 2 (2-4 dtr) | Paredes              |
| Académica           | 3 - 0 (dts)     | União de Coimbra     |
| Flamengos           | 0 - 2           | Fontinhas            |
| Peniche             | 1 - 1 (5-3 dtr) | Marinhense           |
| 10 settembre 2023   |                 |                      |
| Rebordelo           | 1 - 3           | Os Sandinenses       |
| Aliados Lordelo     | 1 - 3           | Vianense             |
| Fafe                | 1 - 2 (dts)     | Felgueiras 1932      |
| Rebordosa           | 2 - 1           | Lobão                |
| Salgueiros          | 2 - 0           | Foz                  |
| Lourosa             | 10 - 0          | Régua                |
| Portosantense       | 0 - 0 (4-2 dtr) | Gondomar             |
| Valadares           | 4 - 0           | Torre Moncorvo       |
| Fornos de Algodres  | 0 - 5           | Oliveira Hospital    |
| Lusitano FC         | 0 - 2           | Tocha                |
| Florgrade           | 3 - 1           | Beira-Mar            |
| Os Vilanovenses     | 0 - 2           | Sporting Pombal      |
| Anadia              | 2 - 2 (6-7 dtr) | Sanjoanense          |
| Pêro Pinheiro       | 1 - 1 (5-3 dtr) | Caldas               |
| União Santarém      | 6 - 0           | Proença-a-Nova       |
| Alverca             | 13 - 0          | Os Gavionenses       |
| Alqueidão da Serra  | 3 - 2 (dts)     | Torres Novas         |
| Amiense             | 0 - 7           | Benfica e C.B.       |
| Amora               | 8 - 0           | Vitória do Pico      |
| Real SC             | 1 - 2           | Olivais e Moscavide  |
| Sporting Guadalupe  | 0 - 1           | Fabril Barreiro      |
| União Micaelense    | 1 - 0           | Alcochetense         |
| Castrense           | 1 - 0           | Penedo Gordo         |
| Padernense          | 1 - 2           | Serpa                |
| Lusitano Evora 1911 | 2 - 0           | Comércio e Indústria |
| Juventude de Évora  | 3 - 0           | Portel               |
| Atlético Reguengos  | 0 - 2           | Quarteirense         |
| Louletano           | 1 - 0           | Imortal              |
| Vila Real           | 0 - 2           | Ribeirão             |
| Mondinense          | 0 - 2           | Montalegre           |
| 11 settembre 2023   |                 |                      |
| Sintrense           | 2 - 0           | Operário dos Açores  |

## Secondo turno
| 23 settembre 2023     |                 |                          |
| Fabril Barreiro       | 1 - 3           | Marítimo                 |
| São João de Ver       | 0 - 1           | Leixões                  |
| O Elvas               | 1 - 0           | Lanheses                 |
| Portosantense         | 2 - 4           | Nacional                 |
| Louletano             | 0 - 1           | AVS                      |
| Tocha                 | 2 - 4           | Rebordosa                |
| Ponte                 | 0 - 5           | Länk Vilaverdense        |
| Trofense              | 0 - 1 (dts)     | Pevidém                  |
| 24 settembre 2023     |                 |                          |
| Os Sandinenses        | 1 - 3           | Olivais e Moscavide      |
| Dumiense/CJP II       | 4 - 3 (dts)     | União Santarém           |
| Ribeirão              | 0 - 3           | Santa Clara              |
| Alqueidão da Serra    | 1 - 3           | Marco 09                 |
| Gafetense             | 0 - 5           | Mafra                    |
| União de Tomar        | 1 - 2           | Pêro Pinheiro            |
| Serpa                 | 2 - 1           | Gouveia                  |
| Brito                 | 0 - 2           | Feirense                 |
| Castrense             | 0 - 3           | Vila Meã                 |
| Salgueiros            | 0 - 1           | Santa Maria              |
| 1º Dezembro           | 1 - 0 (dts)     | Paços Ferreira           |
| Atlético CP           | 1 - 1 (4-2 dtr) | Alverca                  |
| Académica             | 3 - 2           | Oliveira Hospital        |
| Rabo de Peixe         | 3 - 2           | Oliveira do Douro        |
| Oriental Lisbona      | 0 - 1           | Torreense                |
| Paredes               | 5 - 1           | Florgrade                |
| Juventude de Évora    | 1 - 2           | Sintrense                |
| Lusitânia             | 1 - 0           | Marialvas                |
| Vilar Perdizes        | 5 - 1           | Vasco da Gama Vidigueira |
| Canelas 2010          | 5 - 0           | Fontinhas                |
| Vitória Sernache      | 0 - 3           | Vianense                 |
| Lusitano Evora 1911   | 0 - 0 (2-3 dtr) | Covilhã                  |
| Moncarapachense       | 6 - 2           | União Micaelense         |
| Lourosa               | 1 - 2           | Académico de Viseu       |
| Benfica e C.B.        | 1 - 1 (6-7 dtr) | Oliveirense              |
| Sporting Pombal       | 0 - 5           | Tondela                  |
| Mortágua              | 2 - 1           | Amora                    |
| Arcos                 | 2 - 2 (3-4 dtr) | Atlético Malveira        |
| Pedrogao de Sao Pedro | 0 - 12          | União Leiria             |
| Sanjoanense           | 0 - 1           | Vitória Setúbal          |
| Barreirense           | 0 - 3           | Mirandela                |
| Felgueiras 1932       | 4 - 0           | Limianos                 |
| Quarteirense          | 0 - 1           | Belenenses               |
| Sertanense            | 0 - 2           | Amarante                 |
| Lamelas               | 1 - 3           | Tirsense                 |
| Peniche               | 2 - 2 (4-5 dtr) | Montalegre               |
| Valadares             | 1 - 1 (2-4 dtr) | Penafiel                 |
| 27 settembre 2023     |                 |                          |
| Luzense               | 0 - 3 (tav.)    | Camacha                  |

## Terzo turno
Il sorteggio è stato effettuato il 27 settembre 2023.
| 19 ottobre 2023     |                 |                   |
| Rebordosa           | 0 - 2           | Braga             |
| 20 ottobre 2023     |                 |                   |
| Lusitânia           | 1 - 4           | Benfica           |
| Covilhã             | 1 - 4           | Portimonense      |
| Vilar Perdizes      | 0 - 2           | Porto             |
| 21 ottobre 2023     |                 |                   |
| Santa Clara         | 2 - 0 (dts)     | Vianense          |
| Paredes             | 2 - 1           | Moreirense        |
| Atlético CP         | 0 - 1           | Vizela            |
| Rabo de Peixe       | 0 - 2           | Casa Pia          |
| Nacional            | 6 - 1           | Mirandela         |
| Atlético Malveira   | 1 - 1 (7-6 dtr) | Marco 09          |
| Felgueiras 1932     | 1 - 3           | Arouca            |
| Leixões             | 1 - 1 (3-4 dtr) | Vitória Setúbal   |
| Vila Meã            | 0 - 1           | Estrela Amadora   |
| Académico de Viseu  | 1 - 3           | União Leiria      |
| Olivais e Moscavide | 1 - 3           | Sporting Lisbona  |
| 22 ottobre 2023     |                 |                   |
| Canelas 2010        | 0 - 0 (5-3 dtr) | Chaves            |
| Torreense           | 2 - 1           | Rio Ave           |
| Belenenses          | 1 - 2           | Gil Vicente       |
| Tondela             | 2 - 1           | 1º Dezembro       |
| Moncarapachense     | 1 - 3           | Vitória Guimarães |
| Oliveirense         | 1 - 3           | Boavista          |
| Länk Vilaverdense   | 3 - 2           | Farense           |
| Amarante            | 1 - 0           | Académica         |
| Sintrense           | 0 - 5           | Estoril Praia     |
| Dumiense/CJP II     | 1 - 0           | AVS               |
| Pêro Pinheiro       | 0 - 0 (7-8 dtr) | Serpa             |
| Mafra               | 3 - 1 (dts)     | Feirense          |
| O Elvas             | 1 - 1 (4-2 dtr) | Tirsense          |
| Marítimo            | 4 - 1           | Mortágua          |
| Montalegre          | 2 - 1           | Pevidém           |
| Penafiel            | 3 - 0           | Santa Maria       |
| 18 novembre 2023    |                 |                   |
| Camacha             | 0 - 5           | Famalicão         |

## Sedicesimi di finale
Il sorteggio è stato effettuato il 25 ottobre 2023.
| 24 novembre 2023  |                 |                   |
| Vizela            | 2 - 1 (dts)     | Estrela Amadora   |
| Porto             | 4 - 0           | Montalegre        |
| 25 novembre 2023  |                 |                   |
| Canelas 2010      | 1 - 3           | Marítimo          |
| Serpa             | 0 - 1           | Gil Vicente       |
| Nacional          | 0 - 0 (6-5 dtr) | Casa Pia          |
| Portimonense      | 1 - 4           | Braga             |
| Penafiel          | 3 - 2 (dts)     | Vitória Setúbal   |
| Vitória Guimarães | 4 - 1           | Länk Vilaverdense |
| Benfica           | 2 - 0           | Famalicão         |
| 26 novembre 2023  |                 |                   |
| O Elvas           | 1 - 1 (1-4 dtr) | Santa Clara       |
| Paredes           | 0 - 2           | Amarante          |
| União Leiria      | 5 - 0           | Atlético Malveira |
| Estoril Praia     | 2 - 1           | Mafra             |
| Sporting Lisbona  | 8 - 0           | Dumiense/CJP II   |
| Torreense         | 1 - 1 (2-4 dtr) | Tondela           |
| Arouca            | 2 - 2 (4-3 dtr) | Boavista          |

## Ottavi di finale
Il sorteggio è stato effettuato il 29 novembre 2023.
| 9 gennaio 2024    |                 |              |
| Sporting Lisbona  | 4 - 0           | Tondela      |
| Estoril Praia     | 0 - 4           | Porto        |
| 10 gennaio 2024   |                 |              |
| Marítimo          | 0 - 3           | União Leiria |
| Gil Vicente       | 3 - 1           | Amarante     |
| Vizela            | 1 - 0           | Arouca       |
| Benfica           | 3 - 2           | Braga        |
| 11 gennaio 2024   |                 |              |
| Santa Clara       | 1 - 1 (4-2 dtr) | Nacional     |
| Vitória Guimarães | 1 - 0           | Penafiel     |

## Quarti di finale
Il sorteggio è stato effettuato il 15 gennaio 2024.
| 7 febbraio 2024   |       |                  |
| União Leiria      | 0 - 3 | Sporting Lisbona |
| 8 febbraio 2024   |       |                  |
| Vitória Guimarães | 3 - 1 | Gil Vicente      |
| Vizela            | 1 - 2 | Benfica          |
| 29 febbraio 2024  |       |                  |
| Santa Clara       | 1 - 2 | Porto            |

## Semifinali
| 29 febbraio 2024 / 2 aprile 2024 |       |         |       |       |
| Sporting Lisbona                 | 4 - 3 | Benfica | 2 - 1 | 2 - 2 |
| 3 aprile 2024 / 17 aprile 2024   |       |         |       |       |
| Vitória Guimarães                | 1 - 4 | Porto   | 0 - 1 | 1 - 3 |

## Finale
| Arbitro: | Fábio Veríssimo |

|                                  |           |               |
| Evanilson 25’ Taremi 100’ (rig.) | Marcatori | 20’ St. Juste |